# Анофталмија
Анофталмија или анофталмус представља недостатак једне или обе очне јабучице. То може представљати велики проблем, не само због немогућности вида већ и због деформитета и неправилног развоја очне дупље, капака и конјунктивалне врећице.
Назив потиче од грчке речи ανόφθαλμος, која у преводу значи „без ока“.

## Етиологија
Права или примарна анофталмија је веома ретка и одликује се потпуним одсуством очног ткива унутар орбите. Најчешће се наслеђује аутозомно доминантно. Може се јавити и код интраутериних инфекција (рубеола, токсоплазмоза), а често је удружена са синдромима у којима се јављају краниофацијалне малформације (Халерман-Страјфов синдром, Голденхаров синдром и др).
Секундарна анофталмија настаје након енуклеације и евисцерације ока код различитих стања и инфекција ока која захтевају ове интервенције.
Дегенеративна анофталмија настаје када око почне да се развија, али се из неког разлога оно издеформише. Узрок овој појави може бити недовољан доток крви у очно ткиво.

## Клиничка слика
Код урођеног анофталмуса смањена је цела очна дупља, недостају екстраокуларни мишићи, сузне жлезде и канали. Очни капак је краћи, постоји контракција орбикуларних мишића и плитак свод.
Након извршене енуклеације или евасцерације остаје конјунктивална врећица. Енуклеација представља уклањање очне јабучице у целини, док евисцерација представља одстрањивање рожњаче и отклањање кроз тај отвор целокупног садржаја: сочива, стакластог тела, целокупне увеалне опне и мрежњаче. На тај начин остаје само беоњача која чини патрљак на коме су остали припојени мишићи покретачи очне јабучице. Евисцерација се углавном врши код гнојног панофталмитиса, док се енуклеација примењује у осталим случајевима а посебно онда када постоји опасност од појаве симпатичке офталмије.

## Дијагноза
Дијагноза примарног анофталмуса се поставља на основу прегледа, патохистолошких налаза и компјутеризоване томографије или коришћењем нуклерне магнетне резонанце.

## Лечење
Ношење очне протезе је значајно из естетских разлога, а код деце има и други сврху. Наиме, код деце са анофталмијом очна дупља и њени коштани зидови се не развијају правилно и настаје асиметрија лица.
Очне протезе се израђују од разноврсног материјала (стакла, порцелана и пластичних материја). Оне се скидају ноћу, како би се вежњача одморила од притиска који протеза као страно тело врши на зидове конјунктивалне врећице. Врећица се повремено испира физиолошким раствором или 3%-тним раствором борне киселине.
За корекцију орбиталне асиметрије и насталих деформитета, користе се и хируршке методе.